# Synchronizator
Synchronizator to urządzenie zapobiegające włączeniu sprzęgła zębatego przed wyrównaniem prędkości obrotowych sprzęganych elementów oraz przyspieszenie wyrównania tych prędkości, z wykorzystaniem do tego siły wywieranej przez kierowcę na dźwignię zmiany biegów.

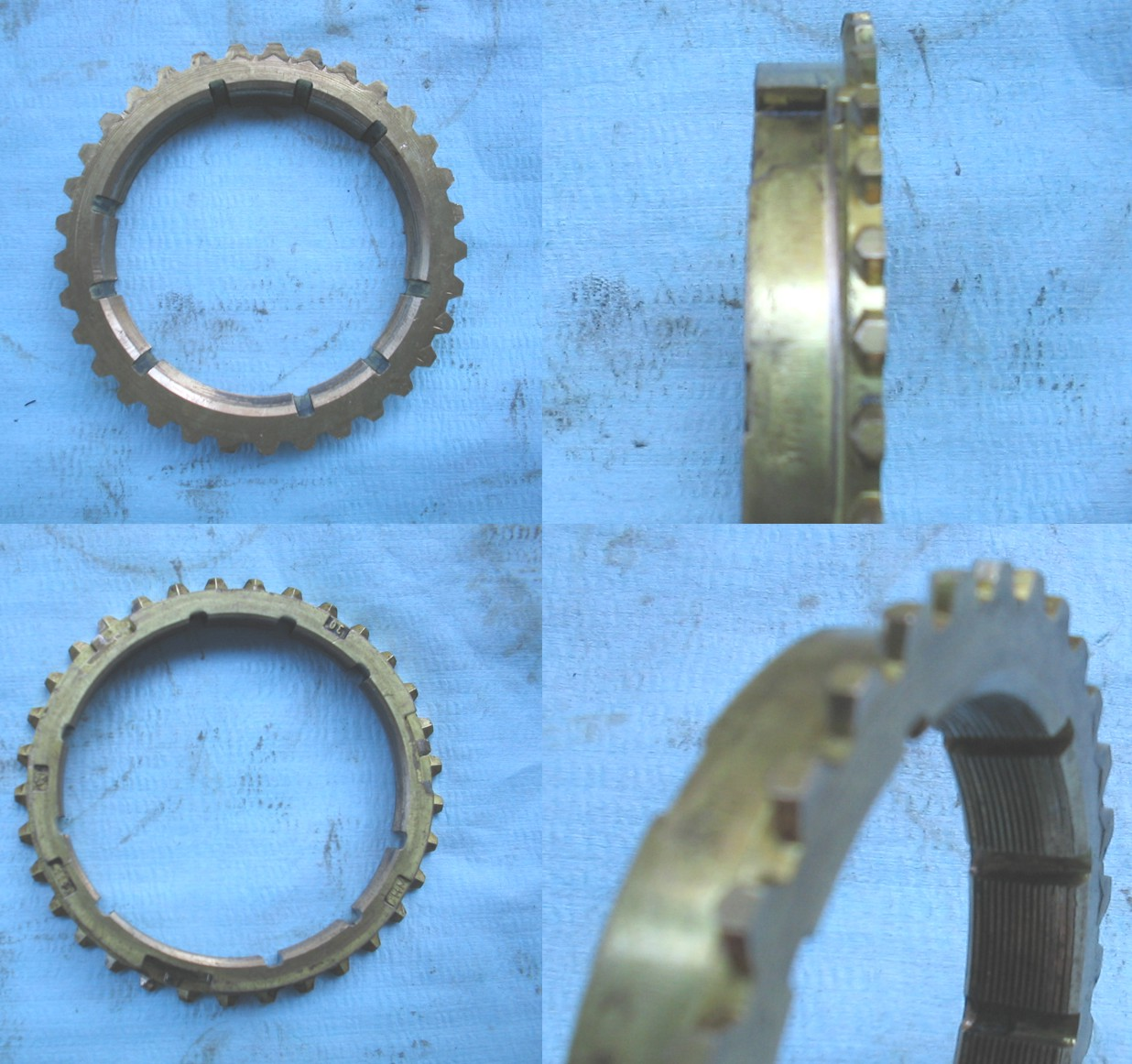
Pierścień synchronizatora

Podział synchronizatorów:
- proste
- blokujące
- progresywne